# 가릉빈가

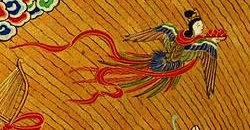
일본 아미타경변상(阿弥陀経変相)에 등장하는 가릉빈가

가릉빈가(迦陵頻迦, 산스크리트어: कलविङ्क 칼라빈카)는 불교 전설에 나오는 새 모양을 한 생물로, 서방극락정토에 거주하며 아름다운 목소리로 불법을 설파하는 것으로 알려져 있다. 이 새는 상반신은 사람, 하반신은 새의 모습이라고 하는데, 껍질을 깨고 나오기 전부터 매우 아름답고 묘한 소리를 낸다고 한다. 그래서 묘음조(妙音鳥)나 호성조(好聲鳥)ㆍ일음조(逸音鳥)ㆍ묘성조(妙聲鳥)라고도 불리며, 부처의 가르침을 상징하는 새로 여겨진다.
불교의 가릉빈가는 인도 신화의 영향을 받아 나타난 것이다. 인도 신화에서 인드라 신을 섬기며 천계(天界)의 음악을 연주하는 간다르바[Gandharva, 불교의 건달바(乾闥婆)]는 상반신이 남성이며, 황금 날개와 새나 말의 하반신을 한 모습으로 형상화된다. 타이 등의 동남아시아 불교에서는 건달바와 함께 음악을 담당하는 천신이며, 불법을 수호하는 8신인 천룡팔부중(天龍八部衆)에 속하는 긴나라(緊那羅)가 상반신은 인간, 하반신은 새의 모습을 한 모습으로 묘사되기도 한다.
고구려, 백제의 고분에서 발견되는 인면조 문양은 불교의 가릉빈가(迦陵頻迦)의 영향을 받아 정토(淨土)로의 극락왕생(極樂往生)을 기원하는 의미를 담고 있는 것으로 해석된다. 한국뿐 아니라 중국, 일본 등 동아시아의 불교미술에서는 가릉빈가를 묘사한 유물이 폭넓게 발견되는데, 둔황[敦煌]의 벽화에는 춤추거나 음악을 연주하고 있는 모습으로도 표현되어 있다.

## 같이 보기
- 가루다
- 푸토
- 가루라
- 인면조
- 킨나라